# Karel Kodejška
Karel Kodejška (* 20. března 1947, Lomnice nad Popelkou) je český skokan na lyžích a skokanský trenér. V juniorských letech působil v lyžařském oddíle v Lomnici nad Popelkou. V roce 1966 nastoupil na vojnu do ASD Dukly Banská Bystrica. V roce 1970 startuje na svém prvním mistrovství světa v domácím prostředí ve Vysokých Tatrách. Československo též reprezentoval na dvou olympijských hrách (1972 Sapporo, 1976 Innsbruck). V roce 1975 se stal mistrem světa v letech na lyžích. Kariéru ukončil v roce 1977 po zranění v Bischofshofenu. Poté se stal trenérem v Dukle Liberec a následně trenérem mládeže v LSK Lomnice. Jeho leteckým osobním rekordem je 161 metrů s pádem a 157 metrů bez pádu. 

## Největší úspěchy
- Mistr světa v letech na lyžích v Tauplitz/Bad Mittendorf - Kulm (1975)
- 3. místo na mistrovství světa v letech na lyžích v Oberstdorfu (1973)
- 4. místo na Turné čtyř můstků (1975)
- 6. místo na mistrovství světa ve Falunu (1974)
- 7. místo na středním můstku na olympiádě v Sapporu (1972)
- 2. místo v závodě v Bischofshofenu (1975)
- vítěz ankety Sportovec roku 1975
- vítěz ankety Král bílé stopy 1975